# Plahovići (kanton tuzlański)
Plahovići – wieś w Bośni i Hercegowinie, w Federacji Bośni i Hercegowiny, w kantonie tuzlańskim, w gminie Kladanj. W 2013 roku liczyła 415 mieszkańców, z czego większość stanowili Boszniacy.